# Timonowka
Koordinaten: 53° 12′ 5″ N, 34° 19′ 1″ O
Timonowka (russisch Тимоновка; wissenschaftliche Transliteration Timonovka) ist ein jungpaläolithischer Lagerplatz am rechten Ufer der Desna in der Oblast Brjansk im Westteil des europäischen Russland, der seit seiner Entdeckung im August 1927 wissenschaftlich untersucht wurde. Die Fundstätte ist nach einem nahe gelegenen, früheren Dorf benannt. Heute befindet sie sich auf dem Territorium des sich der Großstadt Brjansk unmittelbar südlich anschließenden Ortes Suponewo, in den das Dorf Timonowka 1976 eingemeindet wurde.
Er besteht aus sechs rechteckigen, 6–10 m langen Wohngruben, die etwa 3,0–3,5 m breit sind und etwa 2,5–3,0 m in den Boden eingelassen waren. Die Wände zeigen Spuren einer Holzverkleidung. Eine Holzbalkendecke mit einer aufgeschütteten Erdschicht ist anzunehmen. Der Zugang erfolgte über eine Rampe von etwa einem Meter Breite und 2,5 Meter Länge. Jeweils zwei größere Erdgruben lagen mit einer kleineren zusammen, aber nur die größeren besaßen Herdstellen, in einem Fall mit einem Rauchabzug aus Rinde in Lehmverputz. Nahebei lagen kegelförmige Vorratsgruben mit einem oberen Durchmesser von 3,5 bis 4,0 m und einer Tiefe von 0,8 bis 2,4 m, die ebenfalls mit Rampen versehen waren. Hauptjagdwild war das Mammut.
Auf zwei Werkplätzen wurden 33.000 Stücke Feuerstein gefunden: Abschläge, Kernsteine, messerartige Geräte und Stichel. Der Feuerstein wurde aus 10 km Entfernung geholt, weil der örtliche den Ansprüchen nicht genügte. Zwei Nähnadeln mit Öhr gehören zu den selteneren Knochengeräten. Zwei Elfenbeinstücke tragen Ritzzeichnungen mit Wellen- und Rautenmustern, ein weiteres zeigt eine Fischdarstellung.